# Romeo i Julia (film 1908)
Romeo i Julia (ang. Romeo and Juliet) – amerykański krótkometrażowy film z 1908 roku w reżyserii Jamesa Stuarta Blacktona.

## Obsada
- Paul Panzer
- Florence Lawrence